# Dandara
『Dandara』（ダンダラ）は、ブラジルのインディーゲームスタジオLong Hat Houseが開発しRaw Furyより2018年2月6日に発売された2Dアクションゲーム。

## 概要
圧制により人々の自由が奪われ崩壊の危機にあるソルト（Salt）の世界を救うべく、「希望のゆりかご」で目覚めた女性・ダンダラが戦いを繰り広げ、圧制者エルダー（Eldar）の打倒を目指す。ダンダラは重力を無視して壁や天井などに素早く飛び移ることができ、この能力や道中で手に入るアイテムなどを駆使して広大なエリアを探索する。物語や世界観は抽象的で、ダンダラのキャラクター設定についてもほとんど説明されない。
作品内のダンダラは架空の人物だが、17世紀のブラジルで奴隷解放のために戦った英雄的な女性戦士のダンダラ・ドス・パルマーレスに触発されている。開発当初の主人公はありきたりな兵士だったが、その後自分たちの文化からインスピレーションを得て物語の基礎とする必要があると考えた開発陣はダンダラ・ドス・パルマーレスに注目し、彼女を反映させたヒロインの物語が構築された。
2020年3月5日には、新たなエリア、ボス、エンディングなどを追加するアップデート「Trials of Fear Edition」が配信された。

## システム
サイドビューで描かれた地続きの複数エリアを探索するメトロイドヴァニアの形式になっている。ダンダラは一般的なアクションゲームのように地面を歩く・走るという移動は一切せず、代わりに、飛び移る場所（主に白色になっている地形）を指定するとその場所に素早く移動する。通常攻撃は力を溜めて複数の光弾を放つ「自由の矢」で、このほかエネルギーゲージを消費して使用する様々な攻撃アイテムが道中で手に入る。
各所にあるキャンプでは、ライフやエネルギーゲージなどの回復のほか、敵を倒したときなどに得られる「ソルトの粒」を消費してライフやエネルギーゲージの最大値上昇や回復アイテムの効果上昇を行うことができる。ライフが尽きてゲームオーバーになると最後に立ち寄ったキャンプまたは「自由の旗」の場所からゲームが再開される。この際、手持ちのソルトの粒はすべて失われるが、ゲームオーバー地点に戻ることで回収でき、その前に再びゲームオーバーになると完全に失われる。

## 受賞・ノミネート
- BIG Festival 2016 「Best Brazilian Game」ノミネート[6]
- 第13回International Mobile Gaming Awards（英語版） ノミネート[7]
- SBGames 2018 「Melhor design（最優秀デザイン）」「Melhores Jogos（最優秀ゲーム）」受賞[8]
- Brazil Game Awards 2018 「Jogo Brasileiro do Ano（ブラジルゲームオブザイヤー）」受賞[9]
- 第22回D.I.C.E. Awards（英語版） 「Portable Game of the Year」ノミネート[10][11]